# Брезичани (Доњи Вакуф)
Брезичани је насељено место у Босни и Херцеговини у општини Доњи Вакуф које административно припада Федерацији Босне и Херцеговине. Према попису становништва из 1991. у насељу је живјело 297 становника.

## Становништво
По последњем службеном попису становништва из 1991. године, у насељу Брезичани живело је 297 становника. Становници су претежно били Срби.
| Националност | 1991.        | 1981. | 1971. |
| Срби         | 296 (99,66%) |       |       |
| Хрвати       | 1 (0.34%)    |       |       |
| Укупно       | 297          |       |       |